# 白河 (潮白河)

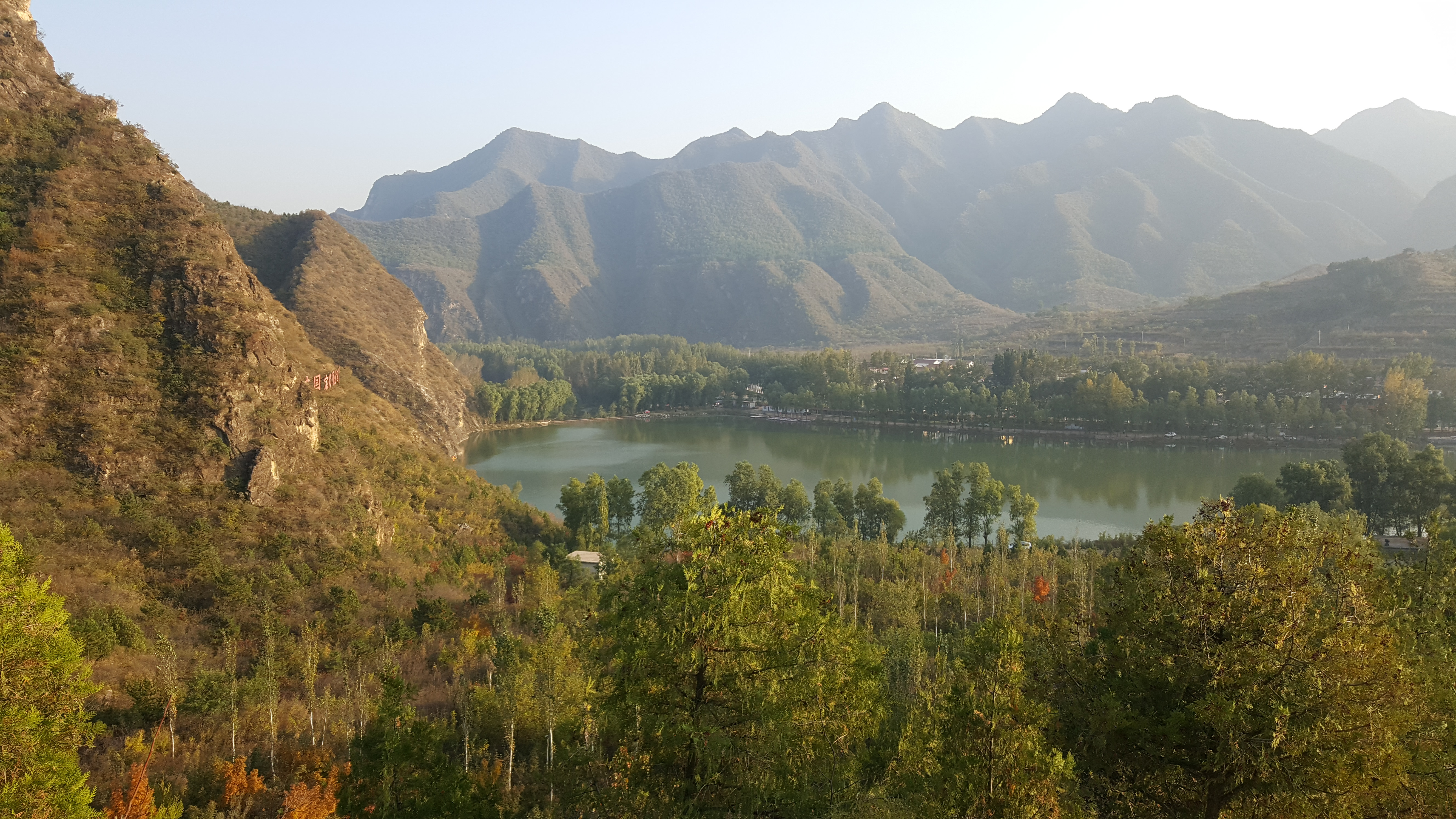
硅化木公园下的白河

白河是北京地区潮白河上游的一条支流。古称沽水、漁水、潞河。因河底沙粒洁白，称为白河。
全长200余公里。发源于河北省沽源县，先后流经赤城县、北京延庆县以及怀柔区，在密云县注入密云水库并是水库的主要供水河流，然后在县城西南的河槽村汇入潮河，之后称为潮白河。
北京延庆县内的白河段，兴建有白河堡水库，是北京的饮用水水源地，自然环境优美，水质优良。